# Imagination Technologies
Brittiska Imagination Technologies utvecklar grafikteknik – så kallade funktionsblock eller IP-kärnor – för integrering i strömsnåla systemkretsar för bärbar elektronik. NEC, Intel, Frescale, TI och Samsung är några av de företag som tecknat licens för Imaginations kärnor.
Företagets familj av grafikkärnor kallad PowerVR finns i merparten av alla smarttelefoner, bland annat i Apple Iphone.
Imagination äger och licenserar även kärnor för CPU-arkitekturen MIPS och IP-kärnor för nätverk, video och kommunikation, bland annat för digitalradiotekniken DAB.  
Både Apple och Intel är delägare.